# Марія (поема)
Марія — відома соціально-філософська поема Тараса Шевченка з елементами біблеїзму, написана у 1859 році.

## Історія написання

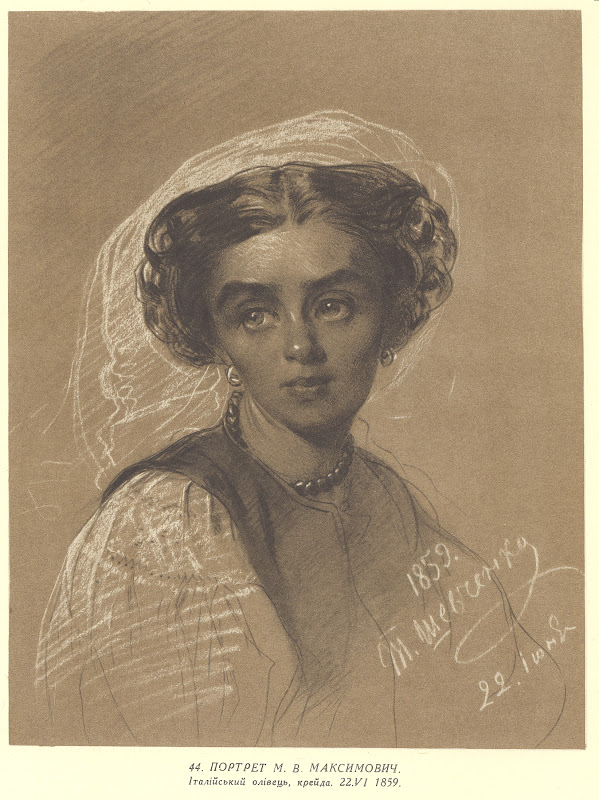
Портрет Марії Максимович, написаний Шевченком в тому ж 1859 році

У цитованому листі до Варвари Рєпніної, написаному в Орській кріпості, Шевченко зазначав: «Прежде когда-то думал я анализировать сердце матери по жизни Святой Марии, непорочной матери Христовой, но теперь и это мне будет в преступление».
11 листопада 1859 р. Шевченко писатиме Лазаревському, згадуватиме свою «Блудницю» («Сама собі в своїй господі»), але ні словом не обмовиться про «Марію». Очевидно, «українізована» Мадонна означала для поета надто багато.
Історія створення поеми «Марія» засвідчує глибоку релігійність автора протягом всього періоду, починаючи від виникнення задуму 27 жовтня 1859 й закінчуючи 11 листопада 1859.

## Сюжет твору[3]
У Йосипа, у тесляра, Марія в наймичках росла. Виросла, як квітка. Старий ставився до неї, як до дитини, милувався нею. А вона то вовну пряде, то козу з козенятком пасе, то в гаю, як у раю, гуляє. Якось прийшов до них гість із Назарета. Був він у білому хітоні, «мов намальований сіяв». Марія принесла вечерю, сама ж не їла, лише дивилася на дивного гостя, слухала його розмову, що падала на серце. Дівчина з глеком пішла по воду до криниці, а гість за нею…
Після того як гість пішов, Марія змінилася, змарніла. Йосип на неї подивився і запропонував обвінчатися, а то можуть її на вулиці вбити. Пішла Марія під вінець, так і не діждавшись свого апостола. Люди говорили, що в місті Тіверіаді розіп'яли якогось провозвістителя месії. Марія зрозуміла, що то і є той дивний гість.
Сидять вони в хатині невеселі, Йосип майструє колиску, а Марія шиє сорочечки. Аж тут указ від кесаря — йти на ревізію у Вифлеєм. Пішли вони з Йосипом. У дорозі Марія народила Сина. Пастухи, що проходили мимо, взяли її з дитиною у свій вертеп.
В Юдеї заговорили, що збулися пророчества Єремії та Ісаії, — народився месія. Аж тут прийшов наказ від царя Ірода, і легіон з Єрусалима став винищувати всіх хлопчиків-немовлят. Убогі пастухи допомогли Марії втекти в Єгипет.
Йосип і Марія з сином жили в очеретяній хатинці, працювали. Коли не стало царя Ірода, повернулися на батьківщину, але там усе було зруйноване. Родину Марії прихистила стара вдова Єлизавета, далека родичка, що жила в Назареті. Син Марії ріс разом з Івасем, сином удови. Разом гралися, разом ходили до школи. Одного разу Йосип і Марія пішли на ярмарок у Єрусалим. Кинулися, а дитини немає. Знайшли його аж у храмі, де він сидів між рабинами і научав, "як у світі жить, людей любить". Радіє Марія — вона вже бачить самого Бога на землі.
Виріс син і пішов зі словом поміж людьми. А Марія все покинула — й за ним, аж поки не дійшла до Голгофи. Син «поніс лукавим правди слово! Не вняли слову! Розп'яли!» Залишилася Марія сама, бо не стало вже нікого з рідні. Не стало й учнів Сина — сховалися, потім розійшлися.
Марія, коли біля неї зібралися посумувати учні Сина, підтримала їхній дух «своїм святим огненним словом». І розійшлися мужі по світу, і понесли слова любові й правди. Мати ж, сумуючи, померла під тином від голоду. І тільки потім її ченці возвеличили, як Царицю. А вона «мов золото в тому горнилі, В людській душі возобновилась, В душі скорбящій і убогій».

## Композиція[5]

###### Експозиція(своєрідний пролог)()
1) Поет зазначає про святість матері і визначає власну місію у відтворенні поневоленого дитя «простого люду»;
2) Знайомство з Йосипом і його наймичкою Марією.

###### Зав'язка
Вагітність Марії, її вінчання з Йосипом, народження дитини(Ісуса).

###### Кульмінація
Розіп'яття дитини матері, її смерть від голоду.

###### Розв'язка
«…а ти… 
Мов золото в тому горнилі,
В людській душі возобновилась, 
В душі невольничій, малій,
В душі скорбящей і убогій».

## Аналіз твору[6]

### Тема твору
Розповідь про народження Ісуса і страждання, яких зазнала Марія зі своїм сином.

### Ідея твору
Засудження тоталітарного режиму, який нівечив і гнобив люд(Ірод); возвеличення Ісуса за його прагнення присвятити своє життя на благо народу

### Основна думка
«Як в світі жить, людей любить
За правду стать!
 За правду згинуть!
Без правди горе!»

### Особливість мови твору[7]
Особливістю мови поеми «Марія» є вживання, згідно з фабулою, специфічних географічних назв (Тиверіада, Фавор-гора, Назарет, Вифлеєм та ін.), відтворення певного місцевого колориту в деталях (бурнус, хітон, куща, опрісноки, віссон та ін.) Але переважає в поемі соціально-побутова лексика. Деталі, спільні для багатьох країн і народів, виявлені в лексиці, типовій для України. Йосип у Шевченка — «тесляр чи бондар», барило й бочку набиває та ще й курникає", поморщив добре постоли собі в дорогу"; Марія — «наймичка», «вовну з кужеля пряде»; мати Івася «позичила,,, півкопи тую на буквар»; «отару гнали чабани… дали кожух і свиту». Як і в поемі «Неофіти», поет широко використовує ораторські прийоми, особливо звертання: «Дивітеся ж, о матері! Що роблять іроди-царі»; «А ти, як палець той, осталась одна-однісінька! Такий талан твій латаний, небого!». Поема «Марія» — реалістичний, глибоко народний твір.

## Цитати про поему
|               | Не знаю в літературі всесвітній поета, котрий би представив такий високий і такий щиро людський ідеал жінки-матері, як се вчинив Шевченко,,, Не посвячення своєї людської індивідуальності для мужчини, але найвище натуження тої індивідуальності для діл милосердя, переможення власних терпінь, забуття власних ураз, де йде о службі високій і піднеслій ідеї — добра загалу, добра людськості, — то ідеал жінки, який полишив нам у спадщину Шевченко. Тож не дивно, що найвищий дотеперішній здобуток людськості на полі моральнім, велику ідею любові ближнього, сю основну ідею християнства, Шевченко вважав ділом жінки — Марії, Матері Ісусової |
| — Іван Франко | |

|                 | Поема «Марія» – твір «неймовірної висоти українського релігійного світогляду», твір «незрівнянної тонкости мистецької правди, глибокого почуття і такої прекрасної простоти, що в порівнянні з ним Ренанове «Життя Ісуса» видається блідою і надуманою літературою |
| — Євген Маланюк | |